# Sorgmarsch
Sorgmarsch är ett orkesterstycke, komponerat av Benny Andersson. Det spelades in av Benny Anderssons orkester, och gavs för första gången ut på skivan O klang och jubeltid i maj 2011. Andersson kallade det något han "bara hade gjort" till sin orkester.

## FilmenPalme
I augusti 2011 var Kristina Lindströms och Maud Nycanders dokumentärfilm om den svenska statsministern Olof Palme i produktion. Lindström kontaktade Andersson och gav honom ett erbjudande att skriva musiken till filmen. Han tackade nej till det, men kontaktades snart igen, denna gång efter att Lindström hört hans verk Sorgmarsch och undrade nu om de fick använda det i filmen. Andersson gick positivt med på detta, men i tanken över att en arrangör skulle förändra stycket lite mellandels i filmen, tog han ansvaret att arrangera stycket för de olika tillfällena den spelades i filmen. Men ändå dök några fler nya musikstycken av Benny Andersson upp i filmen, men med Sorgmarsch som en slags grundmelodi, "i förklädnad" som han uttryckte det. Musikstycket blev därför ledmotiv till filmen Palme. Vid Guldbaggegalan 2013 vann Benny Andersson en Guldbagge för bästa musik.